# Syzygium brousmichei
Syzygium brousmichei är en myrtenväxtart som beskrevs av Rafaël Herman Anna Govaerts. Syzygium brousmichei ingår i släktet Syzygium och familjen myrtenväxter. IUCN kategoriserar arten globalt som livskraftig.
Artens utbredningsområde är Nya Kaledonien. Inga underarter finns listade i Catalogue of Life.